# Sakkan
Sakkan vagy Sakka (dšakkan2) akkád isten, az állatok, nyájak, csordák és a legelők védnöke. Fő kultuszhelye az amorita Babilonban volt, sumer eredetije talán Dumuzi valamelyik alakváltozata lehetett.
Már a sumer nyelvben van hozzá hasonló szó. A sumer šakkanx két különböző írásmóddal (GA2×AN.GAN.ŠA, GA2×AN.GAN) egy azonosítatlan lóféle neve. A šakkan6 a sagin szó egyik változata. Az akkád nyelvben a šakkanu vagy šaknu nádat jelent. Hogy ezek közül melyik áll kapcsolatban az isten nevével, az ismeretlen.
Az Enki-mítoszban, valamint „A gabona és a juhok vitája” történetben a hegyek királya (dšakkan2 lugal ḫur-saĝ-ĝa2-ke4, bár ebben az összefüggésben a hurszag fordítása inkább síkság lehet). Gudea a Ningírszu-templomban (e2 dug3-ga, Édùgga) adott helyet Sakkan kultuszának. A „Sulgi magasztalása” című költeményben Sulgi mondja: „Én öszvér vagyok, aki leginkább alkalmas az útra. Én ló vagyok, akinek lobog a farka. Sakkan ménje vagyok, Sakkan szamara, aki szeret futni.” A Ninurta-himnuszban „a szamarak ura”. A Gilgames-eposz újasszír változatában is feltűnik Enkidu halálánál. Ekkor már alvilági vonatkozásai is vannak, és a neve is megváltozott, Szumugánnak (su-mu-gan2) nevezik. A név jelentése: „a legelő gyermeke”.

„A por házában él Szumukán, Etana is e ház lakója; Ereskigál, a tollruhájú királynő országol az árnyak fény-nem-járta, öröm-nem-látta, koromsötét birodalmában.”

– Gilgames-eposz, újasszír változat VII. táblája, Rákos Sándor fordítása